# Donges
Donges – miejscowość i gmina we Francji, w regionie Kraj Loary, w departamencie Loara Atlantycka.
Według danych na rok 2010 gminę zamieszkiwało 6748 osób, a gęstość zaludnienia wynosiła 138 osób/km².